# Province de Mérida
La province de Mérida est une des provinces historiques constituées durant l'époque coloniale du Venezuela faisant partie de la capitainerie générale du Venezuela en 1814.